# Martin Kessler (Politiker)
Martin Kessler (* 20. Mai 1968; heimatberechtigt in Hallau) ist ein Schweizer Politiker (FDP). Seit dem 1. Januar 2017 ist er Mitglied des Regierungsrates des Kantons Schaffhausen als Vorsteher des Baudepartements.

## Leben
Kessler wuchs in Trasadingen auf. Zwischen 1984 und 1988 absolvierte er eine Berufslehre als Werkzeugmacher. 1991 schloss er ein Maschinenbau-Studium am Technikum Winterthur ab, und danach folgte ein Nachdiplomstudium zum Wirtschaftsingenieur.
Ab 1996 war er als Konstruktionsleiter im Familienbetrieb tätig, für den er ab 2004 bis zu seinem Amtsantritt als Regierungsrat als Geschäftsführer amtete.
Kessler ist verheiratet, hat zwei Töchter und wohnt in Trasadingen.

## Politik
Kessler war von 2006 bis 2016 Mitglied des Kantonsrates Schaffhausen, den er 2014 präsidierte.
2016 wurde Martin Kessler in den Regierungsrat des Kantons Schaffhausen gewählt. Im Jahr 2020 gelang ihm die Wiederwahl.